# Benelux Patent Platform
Het Benelux Patent Platform (BPP), of Benelux Octrooi Platform is een gemeenschappelijk IT-systeem dat de afhandeling van octrooiaanvragen in de Benelux-landen versnelt. Het bestaat uit een reeks van IT-tools en een infrastructuur die de behandeling, de verwerking en de opvolging van octrooien gedurende hun levensduur ondersteunen. Hiervoor zijn de wettelijke procedures en werkprocedures van drie nationale bureaus geharmoniseerd. Dit gezamenlijke systeem wordt ondersteund door het Benelux-Bureau voor de Intellectuele Eigendom.
De Benelux-landen besloten in 2010 tot de ontwikkeling van het systeem. Het systeem werd op 22 september 2014 in België in gebruik genomen. In Nederland is het systeem in het derde kwartaal van 2015 door het Octrooicentrum Nederland in gebruik genomen. Luxemburg volgde in 2016.

## Toekomst
Naar aanleiding van het in werking treden van het Benelux Patent Platform in 2014 heeft het Benelux-parlement op 13 december 2014 een aanbeveling aan de regeringen van de drie Benelux-landen aangenomen om in de toekomst:
- In het kader van het Benelux-Bureau voor de Intellectuele Eigendom de onderscheiden opties van een nauwere samenwerking tussen de drie Staten op het gebied van de octrooien te onderzoeken om te komen tot aanvullende synergieën en een echte meerwaarde die inzake de financiële besparingen en de professionele expertise kwantificeerbaar is;
- Overeenkomstig de conclusies van dat onderzoek een Benelux-samenwerking op het gebied van de octrooien te ontwikkelen die verder reikt dan het Benelux Patent Platform.